# Thysanomitrion atrosordidum
Thysanomitrion atrosordidum là một loài Rêu trong họ Dicranaceae. Loài này được (Müll. Hal. ex Broth.) Broth. miêu tả khoa học đầu tiên năm 1924.